# Myrsine oreophila
Myrsine oreophila är en viveväxtart som beskrevs av Jackes. Myrsine oreophila ingår i släktet Myrsine och familjen viveväxter. Inga underarter finns listade i Catalogue of Life.